# Phycella australis
Phycella australis är en amaryllisväxtart som beskrevs av Pierfelice Ravenna. Phycella australis ingår i släktet Phycella och familjen amaryllisväxter. Inga underarter finns listade i Catalogue of Life.